# Аутентифікація електронної пошти
Автентифікація електронної пошти або перевірка — це набір методів, спрямованих на надання інформації про походження повідомлень електронної пошти шляхом перевірки права власності на домен будь-яких агентів передачі повідомлень (MTA), які брали участь у передачі та, можливо, зміні повідомлення.
Оригінальна основа електронної пошти в Інтернеті, Simple Mail Transfer Protocol (SMTP), не має такої функції, тому підроблені адреси відправника в електронних листах (практика, відома як підробка електронної пошти) широко використовуються для фішингу, спаму електронної пошти та різних видів шахрайства. Щоб боротися з цим, було розроблено багато конкуруючих пропозицій автентифікації електронної пошти, але лише нещодавно отримали широке поширення три — SPF, DKIM і DMARC. Результати такої перевірки можуть бути використані в автоматизованому фільтруванні електронної пошти або можуть допомогти одержувачам під час вибору відповідної дії.
У цій статті не розглядається автентифікація користувачів під час надсилання та отримання електронних листів.

## Обґрунтування
На початку 1980-х років, коли був розроблений простий протокол передачі пошти (SMTP), він не передбачав реальної перевірки користувача або системи, що відправляє. Це не було проблемою, поки системами електронної пошти керували перевірені корпорації та університети, але після комерціалізації Інтернету на початку 1990-х років спам, фішинг та інші злочини все частіше стосуються електронної пошти. Автентифікація електронної пошти є необхідним першим кроком до визначення походження повідомлень і, таким чином, підвищення ефективності політики та законів.
На початку 2000 року виникла позиція щодо власності на домен. Це передбачає грубу автентифікацію, оскільки домени відображаються в правій частині адрес електронної пошти після значка at. Точну автентифікацію на рівні користувача можна досягти за допомогою інших засобів, таких як Pretty Good Privacy та S/MIME. Наразі цифровою ідентичністю має керувати кожен окремо.
Важливим аргументом для автентифікації електронної пошти є можливість автоматизувати фільтрацію електронної пошти на серверах-одержувачах. Таким чином, підроблені повідомлення можуть бути відхилені до того, як вони надходять до папки «Вхідні» користувача. У той час як протоколи прагнуть розробити способи надійного блокування ненадійної пошти, індикатори безпеки можуть позначати неавтентифіковані повідомлення, які все ще надходять до папки «Вхідні». Дослідження 2018 року показує, що показники безпеки можуть знизити коефіцієнт кліків більш ніж на десять пунктів, з 48,9 % до 37,2 % користувачів, які відкривають підроблені повідомлення.

## Характер проблеми
SMTP визначає транспортування повідомлень, а не вміст повідомлення. Таким чином, він визначає поштовий конверт та його параметри, такі як відправник конверта, але не заголовок (крім інформації трасування), і не тіло самого повідомлення. Стандарти STD 10 та RFC 5321 визначають SMTP (конверт), тоді як STD 11 іRFC 5322 визначають повідомлення (заголовок і тіло), яке офіційно називається форматом Інтернет-повідомлення.
SMTP визначає інформацію трасування повідомлення, яке зберігається в заголовку за допомогою наступних двох полів:
- Отримано: коли SMTP-сервер приймає повідомлення, він вставляє цей запис трасування у верхній частині заголовка (від останнього до першого).
- Шлях повернення (Return-Path): коли SMTP-сервер доставки здійснює остаточну доставку повідомлення, він вставляє це поле у верхній частині заголовка.

Поштовий клієнт (MUA) знає SMTP-сервер вихідної пошти з його конфігурації. MTA (або сервер ретрансляції), зазвичай, визначає, до якого сервера підключатися, шукаючи запис ресурсу MX (Mail eXchange) DNS для кожного доменного імені одержувача.
Шлях, зображений нижче, можна реконструювати на основі полів заголовка трасування, які кожен хост додає до верхньої частини заголовка, коли отримує повідомлення:
```
Return-Path:
 
<author@example.com>

Received:
 
from
 
D.example.org
 
by
 
E.example.org
 
with
 
SMTP
;
 
Tue, 05 Feb 2013 11:45:02 -0500

Received:
 
from
 
C.example.net
 
by
 
D.example.org
 
with
 
SMTP
;
 
Tue, 05 Feb 2013 11:45:02 -0500

Received:
 
from
 
B.example.com
 
(
b.example.com
 
[
192.0.2.1
])

 
by
 
C.example.net
 
(which
 
is
 
me)
 
with
 
ESMTP
 
id
 
936ADB8838C

 
for
 
<different-recipient@example.net>
;
 
Tue, 05 Feb 2013 08:44:50 -0800
 
(PST)

Received:
 
from
 
A.example.com
 
by
 
B.example.com
 
with
 
SMTP
;
 
Tue, 05 Feb 2013 17:44:47 +0100

Received:
 
from
 
[
192.0.2.27
]
 
by
 
A.example.com
 
with
 
SMTP
;
 
Tue, 05 Feb 2013 17:44:42 +0100

```

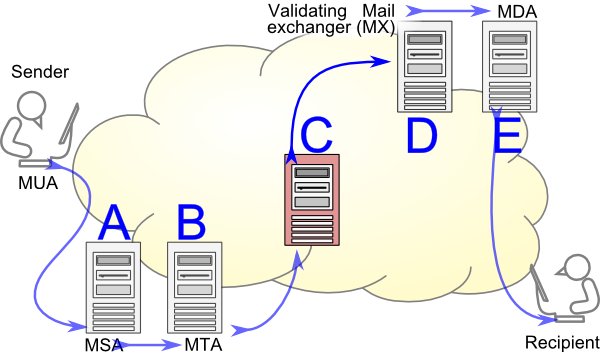
Автентифікація електронної пошти може бути ускладнена наявністю проміжного реле. A і B явно належать до домену адміністративного управління автора, тоді як D і E є частиною мережі одержувачів. Яку роль відіграє С ?

Важливо розуміти, що першим кільком рядкам у верхній частині заголовка одержувач зазвичай довіряє. Насправді ці рядки пишуться машинами в домені адміністративного керування (ADMD) одержувача, які діють відповідно до її чи його явного доручення. Навпаки, рядки, які доводять причетність A і B, а також MUA передбачуваного автора, можуть бути підробкою, створеною C. Поле Received: показане вище, є епохальною частиною заголовка. Return-Path: записується E, агентом доставки повідомлень (MDA), на основі конверта повідомлення. Додаткові поля трасування, призначені для автентифікації електронної пошти, можуть заповнювати верхню частину заголовка.
Зазвичай, повідомлення, надіслані ADMD автора, надходять безпосередньо до MX адресата (тобто B → D на малюнках). ADMD відправника може додати маркери автентифікації, лише якщо повідомлення проходить через його ящики. Найпоширеніші випадки можна схематизувати так:

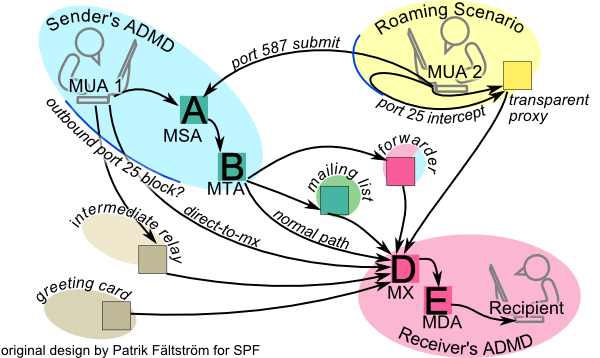
Схематичне зображення найпоширеніших способів передачі повідомлення електронної пошти від його автора до одержувача.

### Надсилання з мережі ADMD (MUA 1)
- MSA ADMD атентифікує користувача на основі його IP-адреси або інших засобів автентифікації SMTP. Залежно від адреси одержувача повідомлення може проходити звичайним шляхом або проходити через список розсилки або службу пересилання.[note 1] B може бути вихідним SMTP-проксі або смарт-хостом.[note 2]
- Якщо локальна мережа не блокує вихідні з'єднання через порт 25,[note 3] користувач може розгорнути певне програмне забезпечення «direct-to-mx».[note 4] Зазвичай так поводяться зомбі та інші шкідливі хости.
- Якщо MUA погано налаштований, він також може використовувати інший ретранслятор, наприклад застарілий відкритий ретранслятор, який часто не автентифікує користувача.

### Користувач у роумінгу (MUA 2)
- У більшості випадків все ще можна використовувати власний ADMD MSA.[note 5]
- Вихідні підключення до порту 25 можуть бути перехоплені та тунельовані до прозорого проксі-сервера.[note 4]
- MUA можна налаштувати на використання ретранслятора SMTP, який провайдер локальної мережі пропонує як бонус.[note 4]

### Відключений користувач
- Цифрова листівка може надсилати пошту від імені клієнта, який ввів адресу електронної пошти на локальній клавіатурі; можна вважати, що деякі вебформи працюють аналогічно.[note 4]

### SPF

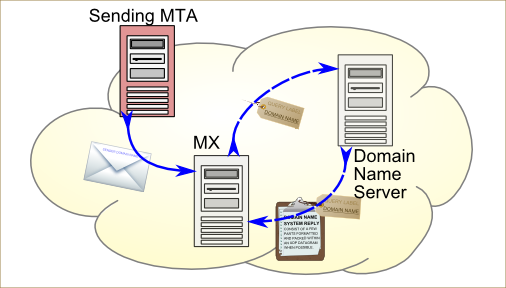
SPF автентифікує IP-адресу відправника.

### DKIM

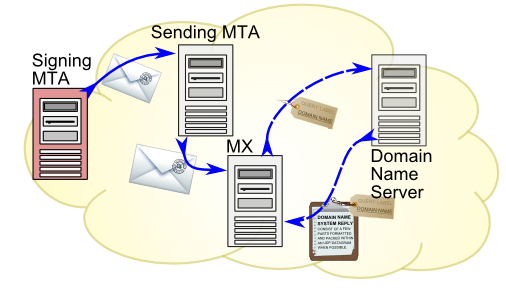
DKIM аутентифікує частини вмісту повідомлення.